# 聖ペテロ教会 (リガ)

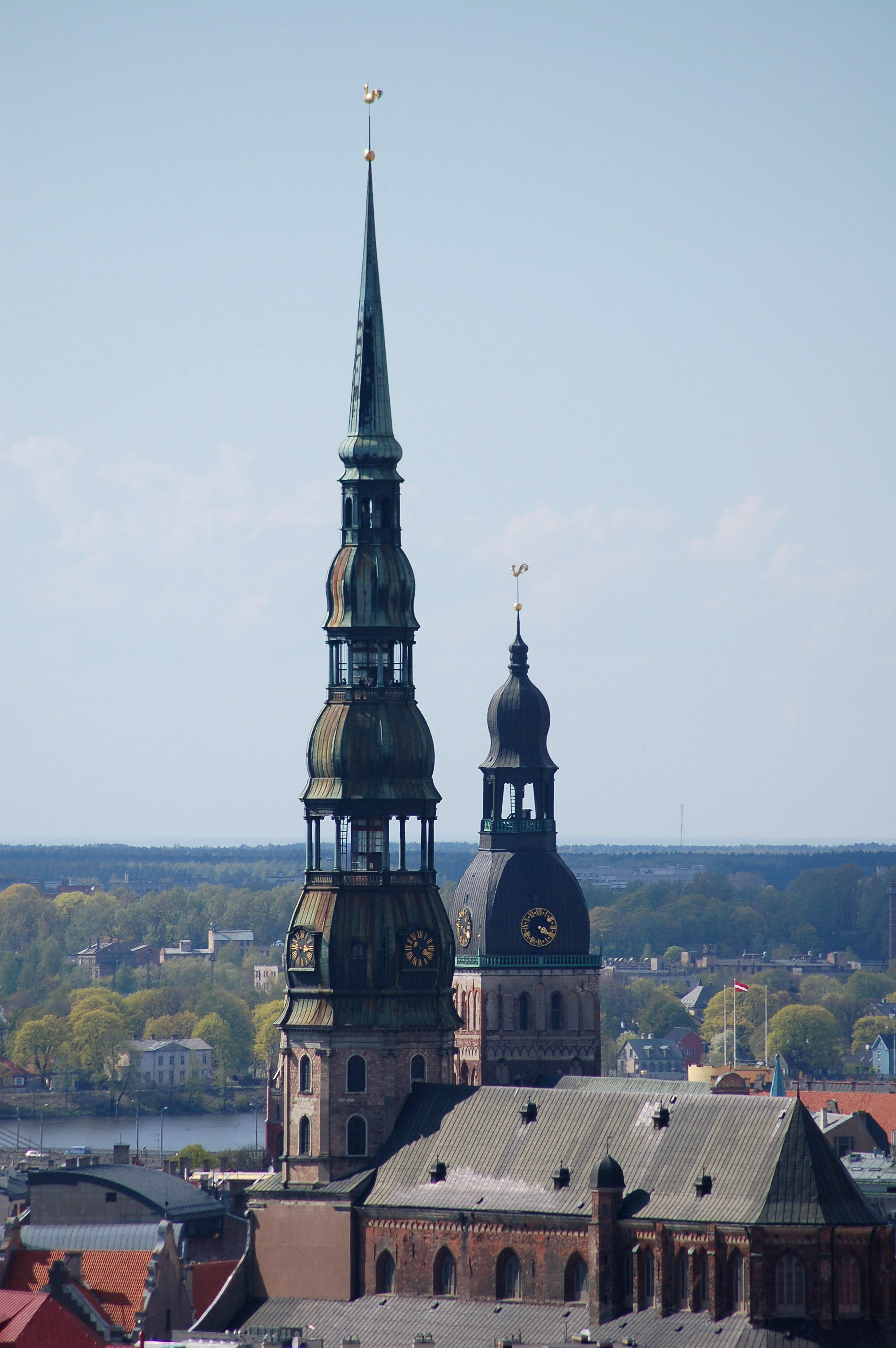
聖ペテロ教会の尖塔

聖ペテロ教会(ラトビア語: Svētā Pētera evaņģēliski luteriskā baznīca)とは、ラトビアの首都リガの旧市街にあるルーテル教会の教会である。

## 概要
1209年、石造りであった為にリガ市街に発生した火災で被害を免れたことがこの教会についての最も古い記録である。その後、主に三期に渡り大幅な増改築が行われ、一期から二期はゴシック建築、ロマネスク建築、三期は初期バロック建築といった建築様式で建設された。初期の建築は中間部の身廊の外壁と一部の柱にのみ残っている。
ロストックから招かれた建築家により、ロストックの聖マリア教会をモデルにしたサンクチュアリが1409年にほぼ完成した。しかし、ポーランドとリトアニアとドイツ騎士団との戦争により、奉納は1419年に行われた。また、ペストの流行により他の工事は1420年代から約10年間中断した。13世紀の建築は1456年から1466年にかけて新しいサンクチュアリに合うように改築された。1491年には教会のファサードに八角形の断面をした高さ136mの尖塔は完成した。しかし、この尖塔は1666年3月11日に崩壊し、周囲の建築物を巻き込み、8名ががれきに生き埋めとなり犠牲となった。
崩壊した西側部分のファサードと新しい尖塔は1667年から1690年にかけて再建され、同時に屋根と天井部分、内部の天井や装飾部分が改修された。1677年に尖塔は完成したものの、同年の5月21日に市街を襲った大火により内部が焼失してしまった。その後、1679年にそれまでの木造の天井に代わり、かつての石造の天井に置き換えられた。
改修工事の完成から29年後の1721年5月10日、教会は落雷により炎上し、外壁を残すのみとなってしまった。再建工事は即座に開始され、1721年には既に仮設の屋根が出来ていた。1746年には高さ69,6mの新しい尖塔が完成した。
第二次世界大戦中の1941年6月29日に教会は焼失し、1954年から調査と修復作業が開始された。1970年8月21日に尖塔の頂上に焼失前と寸分違わない風見鶏が設置され、1975年7月から尖塔の時計が改修された。翌年には毎正時鳴り、さらに民謡のRīga dimdのメロディーを1日5回鳴らす鐘が設置された。1984年には塔にエレベーターが設置され観光客がリガ市街を一望できるようになった。同年に教会の内部の改修工事が完成した。
1991年のソビエト連邦の崩壊とラトビアの独立により、ルーテル教会として再び用いられるようになった。